# Angela Anaconda
Angela Anaconda est une série télévisée d'animation canadienne en 65 épisodes de 26 minutes, créée par Joanna Ferrone et Sue Rose et diffusée entre le 4 octobre 1999 et le 29 novembre 2001 sur Télétoon.
En France, la série est diffusée d'abord dans les Minikeums (MNK) sur France 3 en 2000 et 2001. Elle sera ensuite rediffusée régulièrement dans les émissions T O 3, France Truc et Toowam. La série sera également diffusée sur Cartoon Network France entre 1999 et 2003, ainsi que sur Télétoon et Game One. La série est actuellement rediffusée sur une chaîne dédiée sur Pluto TV.

## Synopsis
Cette série met en scène les aventures d'Angela Anaconda, une fillette brune d'une dizaine d'années, au visage couvert de taches de rousseur. Elle adore les pizzas et le plein air et déteste plus que tout Nanette Manoir, une élève de sa classe blonde, riche et prétentieuse. Très fantaisiste, Angela imagine des situations mettant en difficulté ses ennemis tels que Nanette, Josée, Karine ou sa maîtresse d'école Madame Pète-Sec. 
Angela est, en général, accompagnée de ses trois inséparables amis : Gina Lash, une fille gourmande qui est incapable de résister à la nourriture. Johnny Abatti, un jeune garçon débile et gaffeur dont l'oncle est propriétaire d'une pizzeria et Georgie Reigner, un jeune bonhomme à lunettes qui est allergique à tout, même à sa propre personne. Ces quatre amis font tout pour empêcher Nanette et ses amies de leur mettre des bâtons dans les roues.

## Développement
Créée par Joanna Ferrone et Sue Rose, l'émission est à l'origine un programme KaBlam!. Decode Entertainment et C.O.R.E. Digital Pictures développent Angela Anaconda en une série à part entière en 1999.
L'émission est tournée en animation de papiers découpés, dans laquelle les personnages sont créés à base de photographies en noir-et-blanc,,. Le studio de production studio, C.O.R.E. Digital Pictures, fait à l'époque usage du logiciel Elastic Reality pour superposer les visages des modèles sur des corps et images de fonds animés,.
La version francophone de l'émission est doublée par des acteurs québécois.
La série n'ayant été rééditée en DVD, les vingt premiers épisodes sont distribués en quatre volets en Australie, où le programme a été diffusé sur Nickelodeon Australie.

## Personnages

### Personnages principaux
- Angela Anaconda : Principale protagoniste et chef de la bande. C'est une petite fille canadienne, garçon manqué, brune qui a le visage couvert de taches de rousseur. Aventureuse, énergique et sportive, elle adore le baseball et raffole des pizzas et déteste plus que tout Nanette Manoir, une fille de sa classe. Elle imagine des situations mettant en difficulté ses ennemis tels que Nanette et ses amies ou sa maîtresse d'école, madame Pète-Sec, ou même ses amis.

- Gina Lash : Meilleure amie d'Angela et amie de Johnny et de Georgie. C'est la plus gourmande de la bande, elle est incapable de résister à la nourriture. Par exemple, elle a déjà trahi Angela parce que Nanette lui avait amené des saucisses au fromage. Excluant la nourriture, c'est une personne qui réfléchit rationnellement et elle est la plus maligne de sa classe, mais la coureuse la plus lente de l'école de L'eau-Courante. Sa nourriture préférée : la gelée aux fruits et les brioches à la cannelle.

- Johnny Abatti : Ami d'Angela, de Gina et de Georgie, d'origine italo-américaine. C'est le plus maladroit de la bande, mais c'est tout de même un très bon ami. Son oncle est Nikki Abatti, le propriétaire de la pizzeria Abatti's Pizza. Il est secrètement amoureux de Nanette, bien qu'elle soit aussi sa pire ennemie, mais aurait aussi un béguin pour Angela. Il a une chaussette-marionnette en forme de canard, qu'il a baptisée « Signor-Canardini».

- Georgie Reignier : Ami d'Angela, de Gina et de Johnny. Jeune garçon à lunettes, sensible et peureux, il souffre d'asthme et a une grosse phobie pour les parasites. Par exemple, Angela avait un microscope et quand ce dernier a vu ces microbes, il s'est enfermé dans sa « bulle en plastique ». Il est allergique à tout, même à sa propre personne. Il est également amoureux de Gina Lash, mais celle-ci le voit plus en ami qu'en amoureux.
- Nanette Manoir : Rivale d'Angela, première de classe, qui a de longs cheveux jaunes en forme de boucle. Elle se croit supérieure à tout le monde, parce qu'elle est parisienne (selon quelques personnes, elle serait aussi d'origine américaine) et qu'elle est l'héritière d'une riche famille. Prétentieuse, snob, capricieuse et manipulatrice experte, elle tient tête à tout le monde pour avoir ce qu'elle veut, et quand elle ne l'a pas, elle n'est pas contente. Nanette a une vie pratiquement sans défaut et elle frôle la perfection. Ses vêtements ont les couleurs de la France.
- Madame Pète-Sec : La maîtresse d'école d'Angela, de Georgie, de Johnny, de Gina et de Nanette. C'est une bonne maîtresse, sévère, malgré le fait qu'elle dorme sur son bureau. Son élève préférée : Nanette, qui est très chouchoute de prof et manipulatrice avec sa maîtresse. Elle compare souvent ses élèves à Nanette, utilisant des phrases telles que « la merveilleuse idée de Nanette », « prends exemple sur Nanette », « ayez un esprit d'équipe, comme Nanette ». Même si elle en n'a d'yeux que pour Nanette, elle a une certaine complicité avec Angela. Sa punition préférée est de faire nettoyer les brosses à tableau. Au fil du dessin animé, on réalise que Madame Pète-Sec est adepte du naturisme avec son mari, ce qui fera l'objet de nombreux gags dans l'imagination de Angela.

### Personnages secondaires
- Josée-Doris et Karine : Les deux amies inséparables de Nanette. Elles sont aussi les deux complices (ou plutôt les deux acolytes) de Nanette pour mettre à exécution ses plans machiavéliques afin de rendre les vies d'Angela et de ses amis pénibles. Elles jouent donc un rôle de méchantes avec Nanette et dans le monde imaginaire d'Angela, lorsque c'est Nanette la méchante, Josée-Doris et Karine apparaissent la plupart du temps. Elles vouvoient Nanette comme une princesse et sont à ses moindres services. On sait peu de choses sur elles.

- Jimmy Jamal : Élève de la classe d'Angela, d'origine afro-américain. Il ne parle presque jamais et est toujours après son gadget électronique qu'il ne le lâche pas. Jimmy a des chaussures qui vont à la vitesse de l'éclair et d'ailleurs, il est le coureur le plus rapide de l'école. Il est souvent du côté de Nanette et possède un journal intime. On ne le voit presque jamais dans l'émission et il est le fils du maire de la ville ou se passe l'émission.

- Joséphine Phraline : Autre élève de la classe d'Angela, fervente catholique. Schtroumpfette à lunettes à la queue de cheval, elle veut toujours venir en aide pour les autres mais cela ne l'empêche pas de rester idiote et naïve. Elle est très peureuse et on ne la voit pas très souvent dans l'émission.

- Monsieur Pète-Sec (Achille) : Le mari de madame Pète-Sec. Il ressemble comme deux gouttes d'eau à Georgie et on dirait que c'est son père (le père de Georgie est musclé et est une star du foot). Il est l'animateur d'une série de musique. D'ailleurs, Georgie a en déjà fait partie, mais l'a complètement gâché. Il est gentil et bienveillant, contrairement à son épouse. Tout comme Angela, il n'aime pas Nanette à cause de l'impact négatif qu'elle a eu sur son couple avec Mme Pète-Sec (Voir : Épisode Point de non retour/Brinks of no return)

- Bonnie Manoir : La mère de Nanette. Elle est aussi insupportable et prétentieuse que sa fille. Elle vient aussi de la France, mais tient moins à ce pays que sa fille. Elle se rend supérieure aux autres femmes parce qu'elle est riche. Madame Manoir raffole du rose, et est toujours habillée en rose fluo. Elle est folle, superficielle et snob et se prend pour la Reine de Robiné-Ville.

- Nicky Abatti : Oncle de Johnny. Il est le propriétaire de la pizzeria Abatti's Pizza. C'est dans sa pizzeria qu'Angela et ses amies viennent savourer ses délicieuses pizzas. Homme du genre, style d'Elvis Presley, il porte de grosses lunettes et a les cheveux bleus comme son neveu Johnny. Imbécile et macho, il va dans des bars pour séduire les femmes.

- Édouard Manoir : Le père de Nanette et le mari de Bonnie Manoir. Lui aussi vient de Paris. Il a une très grosse moustache et est habillé comme un roi parce qu'il est riche. Contrairement à Nicky Abatti, il est très sérieux et est plus mature que ce dernier. Les Manoir se promènent la plupart du temps en limousine.

- Colombine : Autre élève de la classe d'Angela, elle porte tout le temps le même tee-shirt, c'est-à-dire un tee-shirt mauve avec une licorne rose dessus. Ses cheveux sont blonds-roux et elle est la « deuxième de classe », car Nanette la surpasse en matière de résultats d'évaluations. Elle idolâtre Angela, mais cette-dernière ne la considère pas vraiment comme une amie. À part ses apparitions quand Angela est en classe, Colombine n'apparaît pas très souvent dans la série.
- Ooh La La : le caniche royal de Nanette Manoir, qui arbore le même mauvais caractère que sa maîtresse.

### Famille Anaconda
- Bill Anaconda : Le père d'Angela. On le voit rarement dans l'émission, même s'il est le père du personnage principal. Il fabrique des inventions dans son garage. Il est un très bon père et adore sa femme et ses enfants.

- Geneviève Anaconda : La mère d'Angela et la femme de Léonna Anaconda. On peut dire qu'elle est assez mystérieuse. On la voit rarement dans l'émission, malgré le fait qu'elle soit la mère du personnage principal. Elle est très énergique et on la voit souvent dans la salle de lavage.

- Mark & Derek Anaconda : Les deux frères aînés d'Angela. Ils sont jumeaux, mais il y en a un avec les cheveux blonds, et l'autre avec les cheveux roux. Ils sont assez immatures et débiles.

- Lulu Anaconda : La petite sœur d'Angela. Elle est encore un bébé. Angela l'aime beaucoup.

- Grand-Mère Lou : La grand-mère d'Angela qui vit dans les everglades.

- Rex : le chien des Anaconda. Il adore Angela et la suit partout.

## Voix francophones
- Johanne Léveillée : Angela Anaconda
- Xavier Morin-Lefort : Johnny Abatti
- Lisette Dufour : Nanette Manoir
- Geneviève Angers : Karine
- Pierre Auger : Bob le cosmonaute
- Charlotte Bernard : Josée-Doris
- Frédéric Millaire-Zouvi : Georgie
- Gabrielle Dhavernas : Gina Lash
- Émilie Gervais : Colombine
- Hélène Lasnier : Jimmy Jamal, Joséphine
- Daniel Lesourd : Madame Pète-Sec
- François Sasseville : Monsieur Pète-Sec
- Jacques Lussier : Docteur Derrière
- Natalie Hamel-Roy : Bonnie Manoir
- Benoît Rousseau : Nicky Abatti

 Source et légende : version québécoise (VQ) sur Doublage.qc.ca